# Понтичели Сабино
Понтичели Сабино је насеље у Италији у округу Ријети, региону Лацио.
Према процени из 2011. у насељу је живело 488 становника. Насеље се налази на надморској висини од 321 м.